# Alesha Dixon
Alesha Anjanette Dixon (Welwyn Garden City, 1978. október 7. –) brit énekesnő, dalszövegíró, táncos és modell. 1999-ben vált híressé a Mis-teeq brit énekes lánycsapat tagjaként, és habár az együttes 2005-ben feloszlott, Alesha saját szólókarrierbe kezdett.

## Szólókarrier
A következő évben Dixon a Polydor Records lemezcéggel szerződött le, és megkezdte első stúdióalbuma a Fired Up előkészületeit. A cég viszont még a felvétel angliai kiadása előtt szerződést bontott az énekessel, az albumot megelőző két kislemez: a Lipstick, illetve Knock Down dalok kereskedelmi sikertelensége miatt.
2007-ben Dixon a brit Strictly Come Dancing táncos vetélkedő résztvevője lett, amit aztán meg is nyert. A televíziós megjelenés végül énekesi karrierjének is lökést adott. Miután az Asylum Records szerződést ajánlott neki, kiadta második albumát, melynek az Alesha Show nevet adta. Az felvétel platina minősítést kapott az Egyesült Királyságban. Az albumról két kislemez a The Boy Does Nothing, illetve a Let's Get Excited európa szerte nagy sikert aratott. Magyarországon mindkét szám top 10-be került a Mahasz Rádiós Top 40-ben.
2009-ben mint zsűritag tért vissza a Strictly Come Dancing tévés showba, melynek 2011-ig volt tagja.
Harmadik albuma The Entertainer 2010-ben jelent meg, kevés sikerrel.
2012-ben szintén mint zsűritag Simon Cowell mellett a Britain's Got Talent brit tehetségkutató verseny legújabb epizódjának tévés csapatához csatlakozott.

## Diszkográfia

### Albumok
| Év   | Adatok                                             | Listás helyezések | Listás helyezések | Listás helyezések | Listás helyezések | Listás helyezések | Listás helyezések | Listás helyezések | Listás helyezések | Minősítések   |
| Év   | Adatok                                             | UK                | IRL               | FRA               | GER               | NLD               | SWI               | JP                | HUN               | Minősítések   |
| ---- | -------------------------------------------------- | ----------------- | ----------------- | ----------------- | ----------------- | ----------------- | ----------------- | ----------------- | ----------------- | ------------- |
| 2006 | Fired Up - Formátum: CD, digitális letöltés        | -                 | -                 | -                 | -                 | -                 | -                 | 54                | -                 |               |
| 2008 | The Alesha Show - Formátum: CD, digitális letöltés | 11                | 64                | 39                | -                 | 80                | 69                | -                 | -                 | - UK: Platina |
| 2010 | The Entertainer - Formátum: CD, digitális letöltés | 84                | -                 | -                 | -                 | -                 | -                 | -                 | -                 |               |

### Kislemezek
| Év                                                                          | Adatok                                   | Listás helyezések | Listás helyezések | Listás helyezések | Listás helyezések | Listás helyezések | Listás helyezések | Listás helyezések | Listás helyezések | Listás helyezések | Minősítések  | Album           |
| Év                                                                          | Adatok                                   | UK                | AUS               | IRL               | FRA               | GER               | NLD               | SWI               | JP                | HUN               | Minősítések  | Album           |
| --------------------------------------------------------------------------- | ---------------------------------------- | ----------------- | ----------------- | ----------------- | ----------------- | ----------------- | ----------------- | ----------------- | ----------------- | ----------------- | ------------ | --------------- |
| 2006                                                                        | Lipstick                                 | 14                | -                 | 54                | -                 | -                 | -                 | -                 | -                 | -                 |              | Fired Up        |
| 2006                                                                        | Knock Down1                              | 45                | -                 | -                 | -                 | -                 | -                 | -                 | -                 | -                 |              | Fired Up        |
| 2008                                                                        | The Boy Does Nothing                     | 5                 | 8                 | 19                | 2                 | 40                | 5                 | 7                 | -                 | 1                 | - AUS: Arany | The Alesha Show |
| 2009                                                                        | Breathe Slow                             | 3                 | -                 | 18                | -                 | -                 | -                 | -                 | -                 | -                 |              | The Alesha Show |
| 2009                                                                        | Let's Get Excited                        | 13                | -                 | 36                | -                 | -                 | -                 | -                 | -                 | 8                 |              | The Alesha Show |
| 2009                                                                        | To Love Again                            | 15                | -                 | -                 | -                 | -                 | -                 | -                 | -                 | -                 |              | The Alesha Show |
| 2010                                                                        | Drummerboy                               | 15                | -                 | 23                | -                 | -                 | -                 | -                 | -                 | -                 |              | The Entertainer |
| 2010                                                                        | Take Control feat Roll Deep              | 29                | -                 | -                 | -                 | -                 | -                 | -                 | -                 | -                 |              | The Entertainer |
| 2010                                                                        | Radio                                    | 46                | -                 | -                 | -                 | -                 | -                 | 57                | -                 | -                 |              | The Entertainer |
| 2011                                                                        | Every Little Part of Me (feat. Jay Sean) | 29                | -                 | -                 | -                 | -                 | -                 | -                 | -                 | -                 |              | The Entertainer |
| Magyar listás helyezések a Mahasz Rádiós Top 40-ben elért eredmény alapján. |                                          |                   |                   |                   |                   |                   |                   |                   |                   |                   |              |                 |

1Habár a Knock Down című szám nem szerepelt a MAHASZ Rádiós Top 40 listáján, a Dance toplistán a 27. helyig jutott.

## Filmográfia

### Televízió
- Strictly Come Dancing (2009–2011)
- Britain's Got Talent (2012-)